# Kazimierz Brokl

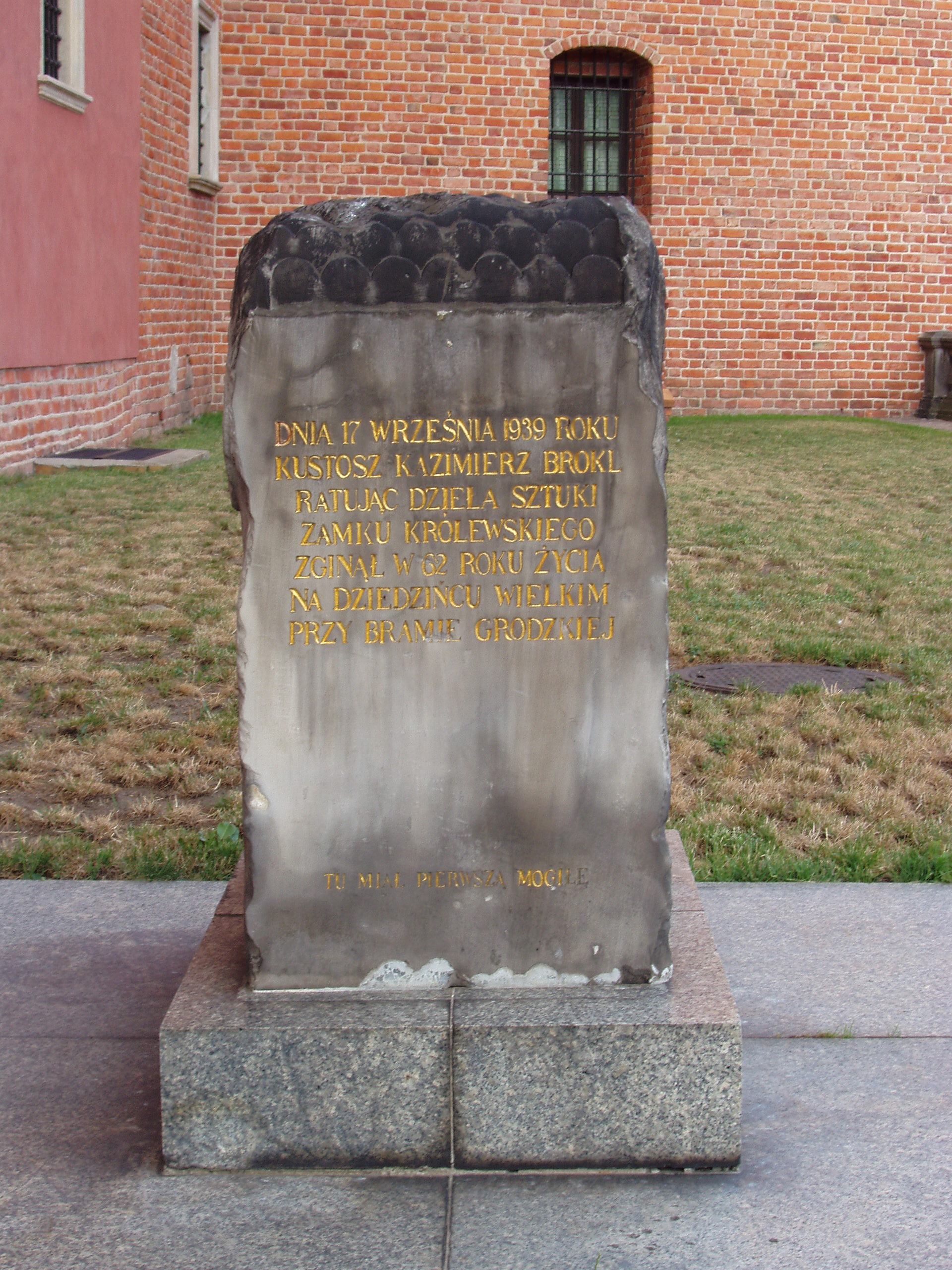
Obelisk upamiętniający Kazimierza Brokla znajdujący się przy Bramie Grodzkiej Zamku Królewskiego w Warszawie

Kazimierz Brokl (ur. 2 kwietnia 1877 w Kijowie, zm. 17 września 1939 w Warszawie) – polski historyk sztuki i muzeolog, kustosz zbiorów pałacu Na Wyspie i Zamku Królewskiego w Warszawie.

## Życiorys
Od 1924 pracownik Państwowych Zbiorów Sztuki w Warszawie. W latach 1927–1928 ich dyrektor. W 1927 przywiózł do Polski zbiory Muzeum Polskiego w Rapperswilu. Od 1936 kustosz zbiorów Zamku Królewskiego i pałacu Na Wyspie w Warszawie.
Zginął trafiony odłamkiem pocisku artyleryjskiego na dziedzińcu wielkim Zamku Królewskiego w czasie ostrzału Zamku przez artylerię niemiecką, ratując od pożaru dzieła sztuki.
Został pochowany na cmentarzu Wojskowym na Powązkach w Warszawie (kwatera 15C-1-23). 

## Upamiętnienie
- Obelisk wykonany z konsoli balkonowej odsłonięty 17 września 1984 przy Bramie Grodzkiej Zamku Królewskiego w Warszawie[3].
- W 2017 jego imieniem nazwo ulicę w warszawskiej dzielnicy Śródmieście[4].

## Publikacje
- Kazimierz Brokl: Przewodnik po Zamku Królewskim w Warszawie. Warszawa: Państwowe Zbiory Sztuki, 1936, s. 74. OCLC 731826439. (pol.).